# Mihael Umek
Mihael Umek, slovenski duhovnik, kanonik in stolni dekan, * 29. september 1886, Piršenbreg, † 11. september 1966, Maribor.
Rodil se je v kmečki družini v vasi Piršenbreg blizu Pišec. Oče mu je bil Martin, mati mu je bila Marija (rojena Kramer). Osnovno šolo je obiskoval v Brežicah, zatem pa se je vpisal v klasično gimnazijo v Celju. Po končanem prvem letniku je zaprosil za sprejem v dijaško semenišče v Mariboru, kar so mu tudi odobrili. Z odličnim uspehom je končal gimnazijo v Mariboru in se vpisal na bogoslovje, kjer je končal teološke študije (1907–1911). V tem času je bil tudi organist. 27. julija 1910 je prejel duhovniško posvečenje.
Najprej je služil kot kaplan v Vuzenici, bil med 1. svetovno vojno vojaški kurat v mariborski vojaški bolnišnici ter 24. aprila 1917 prejel odličje z duhovniškim križcem Piis meritis II. reda. Za Ivanom Tomažičem je postal dvorni kaplan in škofijski tajnik in to službo vršil med letoma 1919 in 1930, v času škofov Mihaela Napotnika in Andreja Karlina. Škof Karlin ga je 1. novembra 1930 imenoval za novega stolnega kanonika in mestnega župnika. To službo je opravljal 30 let, do 5. aprila 1961, ko ga je Maksimilijan Držečnik postavil za stolnega dekana. Izvrševal je tudi službo dekana Dekanije Maribor - levi breg.
Med 2. svetovno vojno je bil med redkimi duhovniki, ki jih Nemci kljub narodni zavednosti niso preselili. Škof Držečnik je kasneje, ob njegovem pogrebu, pojasnil, da ko je pred vojno Mariborska občina želela ukiniti stolno mestno pokopališče, je Umek branil nasprotno stališče. Ker pa je bilo na tem pokopališču precej nemških nagrobnikov, so Nemci to razumeli, da jim je naklonjen. Vsled velikega pomanjkanja duhovnikov so ljudje tudi iz podeželja množično hodili v mesto k mašam in spovedim, zato je tudi škof Tomažič vsako nedeljo dvakrat maševal in več ur spovedoval. Tako je škof nekoč v šali dejal: »Jaz sem sedaj navadni kaplan pri stolnem župniku.« Umek je tudi škofa spremljal, ko je bil 5. decembra 1941 pri doktorju Franzu Steindlu, da bi prosil za svobodo duhovnikov. Vojna je prizadejala mnogo gmotne škode. Že leta 1945 je Umek na mariborski stolnici začasno popravil nastalo škodo. Zavzel se je tudi za podružnično cerkev sv. Barbare na Kalvariji, ki je bila bombardirana. V stolnici je v levi stranski ladji dal postaviti iz apnenca izklesan kip sv. Janeza Marije Vianneya, delo kiparja Ivana Sojča iz leta 1932.
V 50. letih je moral tako kot mnogo duhovnikov prestati mnoge preizkušnje, tudi s strani komunističnega režima. Zaradi davčne utaje je bil 1952 obsojen na denarno kazen 30.000 dinarjev. Kaznovan je bil tudi z zaporno kaznijo 30 dni, ker je v času velikonočnih praznikov v mesecu aprilu 1952 v stolni cerkvi v Mariboru pri obiskovanju Božjega groba vršil nabiranje prostovoljnih prispevkov na ta način, da je denar, ki so ga ljudje puščali pri Božjem grobu, dal po mežnarju pobirati in ga spravil v svoji pisarni. Odvzet mu je bil denar v višini 13.790 dinarjev. Umek je nato napisal pritožbo, vendar kaže, da je kljub temu moral prestati nekaj dni zapora. Leta 1956 je doživel nepričakovano nesrečo, ko ga je na hodniku blizu kuhinje telesno poškodoval pijan človek, ki ga je z roko udaril in potem vrgel na betonska tla. Leta 1959 je bil ponovno v bolnišnici, to pot zaradi notranje krvavitve. Kljub vsemu je leto za tem, 31. julija 1960, obhajal zlato mašo. Umrl je 11. septembra 1966, nekaj dni pred 80. rojstnim dnevom. Skoraj dve leti je trpel na bolniški postelji.